# Metro Pictures
Metro Pictures Corporation — одна з ранніх американських кінокомпаній.

## Історія
«Metro Pictures» заснована в Нью-Йорку наприкінці 1915 Річардом Роулендом (1880—1947) і Луїсом Маєром (1885—1957). Почала з дистриб'юції фільмів, що вийшли на студії «Solax», але незабаром стала випускати власні фільми. 1918 року штаб-квартира компанії переїхала в Лос-Анджелес. Маєр в 1918 році покинув компанію, щоб заснувати власну в Лос-Анджелесі. Роуленд продовжив виробництво фільмів в Нью-Йорку, Форті Лі та Лос-Анджелесі. Всього на кіностудії вийшло близько двохсот картин.
У 1920 компанію придбав Маркус Лоу як постачальника продукції для його мережі кінотеатрів.
У 1924, відбулося злиття «Metro Pictures» з іншими кінокомпаніями, купленими Лоу, — «Goldwyn Pictures» Семюеля Голдвіна і «Louis B. Mayer Pictures». Так була утворена «Metro-Goldwyn-Mayer» — одна з найбільших сучасних кіностудій США.